# Зиверт, Рольф
Рольф Максимилиан Зиверт (нем. Rolf Maximilian Sievert; 6 мая 1896 года — 3 октября 1966 года) — шведский радиофизик, изучавший воздействие радиационного излучения на биологические организмы, один из родоначальников науки радиобиологии.
В честь Рольфа Зиверта в 1979 году XVI Генеральная конференция по мерам и весам присвоила его имя единице измерения эффективной и эквивалентной доз ионизирующего излучения в Международной системе единиц (СИ) — зиверт (Зв, Sv).
Также в настоящее время именем Зиверта неофициально называют Медаль радиационной защиты (медаль Зиверта), присуждаемую Шведской королевской академией наук с 1962 по его инициативе. В отличие от более известной награды Шведской академии — Нобелевской премии — лауреатов «медали Зиверта» крайне мало — лишь 10 человек по состоянию на 2003 год. Среди них — российский врач-радиолог, профессор А. К. Гуськова, ставшая девятым лауреатом в 2000 году.

## Научная деятельность
В 1964 основал Международную ассоциацию по радиационной защите (International Radiation Protection Association).
С 1914 учился в Каролинском институте и Королевском технологическом институте (Стокгольм). C 1919 — Магистр наук Университета Уппсала. С 1932 — Кандидат наук.
С 1919 занят в области научных исследований, связанных с использованием излучения для диагностических и терапевтических целей.